# IC 4536
IC 4536 ist eine Balken-Spiralgalaxie vom Hubble-Typ SBdm im Sternbild Waage auf der Ekliptik. Sie ist schätzungsweise 100 Millionen Lichtjahre von der Milchstraße entfernt.
Das Objekt wurde vom US-amerikanischen Astronomen Edward Emerson Barnard entdeckt.